# Chthonerpeton onorei
Chthonerpeton onorei és una espècie d'amfibi Gimnofió de la família Typhlonectidaeendèmica de l'Equador que habita en montans secs, rius, pantans, aiguamolls d'aigua dolça, cursos d'aigua dolça intermitents, pastures, zones d'irrigació, terres agrícoles inundades en algunes estacions, canals i dics.